# Сасекс
Сасекс (енгл. Sussex) је историјски округ у југоисточној Енглеској чија површина и положај приближно одговарају некадашњем Краљевству Сасекса. На северу се граничи са Саријем, на истоку са Кентом, на југу се налази Ламанш, а на западу Хемпшир. Дели се на Источни Сасекс, Западни Сасекс и Брајтон и Хоув. Градови Брајтон и Хоув су спојени у јединствену административну јединицу 1997. године, а статус града је додељен 2000. године. Пре тога је Чичестер био једино насеље са статусом града у Сасексу.
Становници Сасекса и даље осећају снажан локални идентитет, а незванича химна округа је „Сасекс поред мора“ (Sussex by the Sea). Мото округа је We wun't be druv и указује на снажну вољу у народу у протеклим вековима.